# Tatiana Franco
Tatiana Franco (* 30. August 2002) ist eine paraguayische Handballspielerin. Sie gehört sowohl zum erweiterten Kreis der Hallen- als auch zum Stamm der Beachhandball-Nationalmannschaft ihres Landes.

## Hallenhandball
Franco ist für den Verein Cerro Porteño in Asunción aktiv. 2017 war sie mit ihrer Mannschaft paraguayische Juniorinnenmeisterin. Sie spielte für die Nachwuchs-Nationalmannschaften Paraguays. Bei den U-16-Südamerikameisterschaften 2017 in Asunción gewann sie mit ihrer Mannschaft die Bronzemedaille. Spätestens seit 2023 gehört sie auch zum erweiterten Kreis der Nationalmannschaft.

## Beachhandball

### Juniorinnen
Franco gehörte zum Aufgebot Paraguays bei den Panamerikanischen Meisterschaften 2017 der U-17-Juniorinnen im heimischen Asunción. Nach einer Niederlage gegen Venezuela und einem Sieg über Kolumbien folgte eine weitere Niederlage gegen den späteren Sieger Argentinien und ein Sieg über Uruguay. Das letzte Vorrundenspiel gegen Brasilien wurde erst im Shootout verloren. Dennoch qualifizierte sich Paraguay für das Halbfinale gegen Argentinien, das dieses Mal erst im Shootout verloren wurde. Damit musste Paraguay ins kleine Finale. Hier gewann Franco mit ihrer Mannschaft die Bronzemedaille. Mit dem Erfolg konnte sich die Mannschaft für die erstmals ausgetragenen Juniorenweltmeisterschaften 2017 in Flic-en-Flac auf Mauritius qualifizieren. Dort verlor die Mannschaft ohne sie alle drei Vorrundenspiele gegen die Spitzenmannschaften Argentinien, Ungarn und Kroatien und nahm daraufhin nur noch an der Trostrunde teil. Hier wurden Australien und Mauritius geschlagen. Bei den weiteren Platzierungsspielen wurde zunächst Amerikanisch-Samoa besiegt, anschließend gegen Kolumbien und Kroatien verloren. Am Ende platzierte sich Paraguay auf den elften von 14 Rängen. Da Argentinien aber Gastgeber der Olympischen Jugend-Sommerspiele 2018 war und Brasilien die Teilnahme an der Junioren-WM abgesagt hatte, erkämpfte sich Paraguay dennoch einen der beiden Startplätze für Südamerika neben Kolumbien.

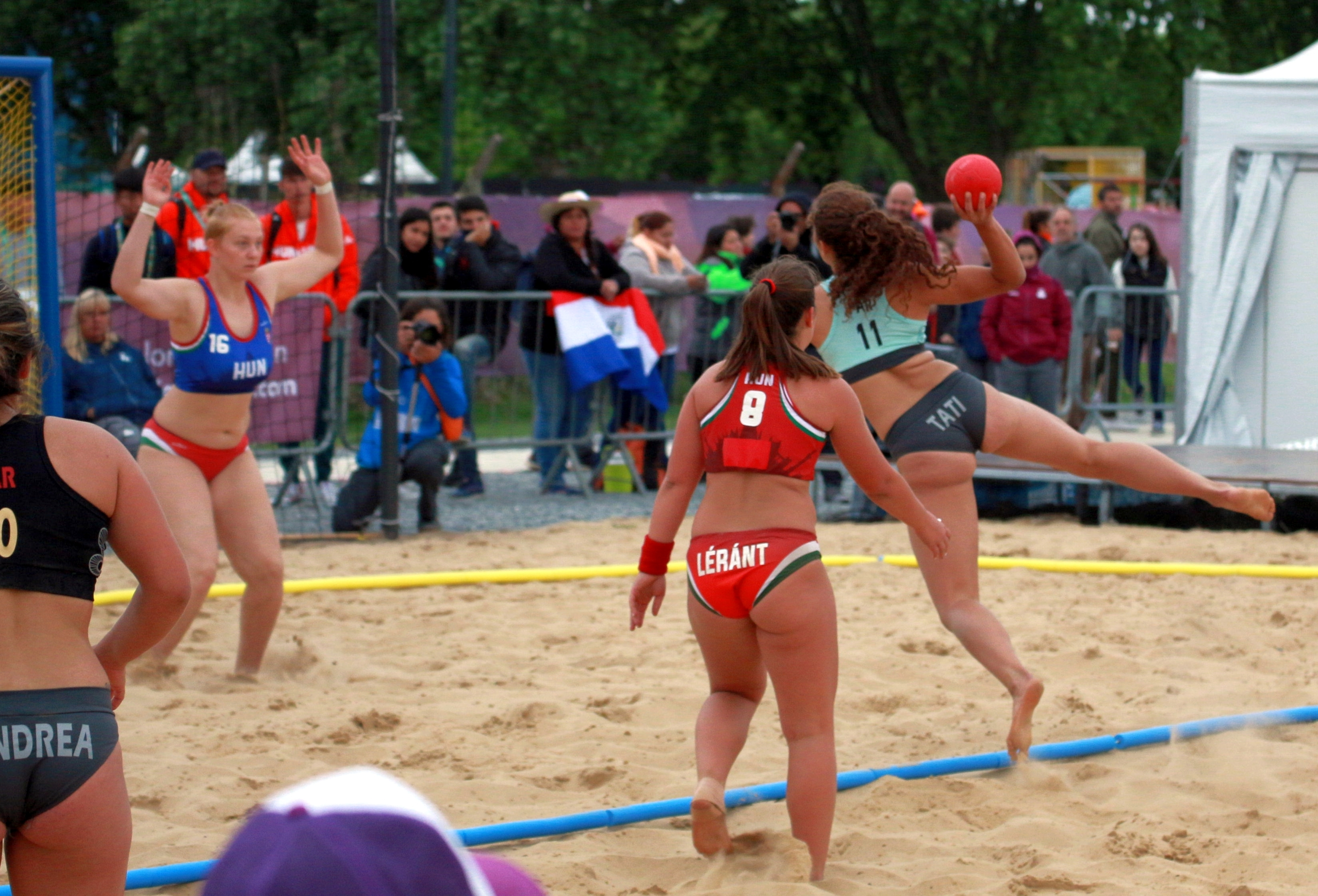
Franco (rechts) im Hauptrundenspiel der Olympischen Jugendspiele 2018 bei einem ihrer seltenen Torwürfe im Spiel gegen Ungarn; im Tor Dalma Mátéfi, in Rot (#8) Sára Léránt

Die Bedeutung der Jugendspiele für Paraguay wird darin deutlich, dass die Sportler vor den Spielen zu einem Besuch beim Staatspräsidenten und der Regierung empfangen wurden. In Buenos Aires war Beachhandball erstmals olympisch. Paraguay spielte ein insgesamt recht gutes Turnier, wobei Franco vor allem in der Defensive zum Einsatz kam. Nach einem schwachen Turnierbeginn gegen die Niederlande, wobei im zweiten Satz ganze zwei Punkte Paraguays erzielt wurden, folgte eine weitere klare Niederlage gegen die Gastgeberinnen aus Argentinien. Beim schwachen Spiel gegen die Niederlande fiel Franco nur durch zwei Ballverluste auf, gegen Gastgeberinnen durch einen Ballverlust und eine Zeitstrafe. Der Sieg über Hongkong war eines der wenigen Spiele, in dem Franco auch einmal offensiv mehr in Erscheinung trat. Mit sieben erzielten Punkten traf sie nicht nur zu mehr als der Hälfte all ihrer Turnierpunkte, sondern war hinter Alma Brítez auch die zweitbeste Werferin ihrer Mannschaft. Zudem gab sie drei Torvorlagen, gemeinsam mit Andrea Gaona der beste Wert im Spiel und wurde zu zwei Strafwürfen gefoult. Daneben leistete sie sich aber auch vier schwerwiegende Ballverluste. Es folgte ein 2:1-Sieg über die Türkei, Franco konnte zwei Balleroberungen für sich verbuchen und erhielt ihre zweite Zeitstrafe im Turnierverlauf. Durch den abschließenden 2:1-Sieg über Venezuela qualifizierte sich Paraguay für die Hauptrunde. Franco bekam in diesem Spiel ihre dritte Zeitstrafe und verursachte einen Strafwurf.

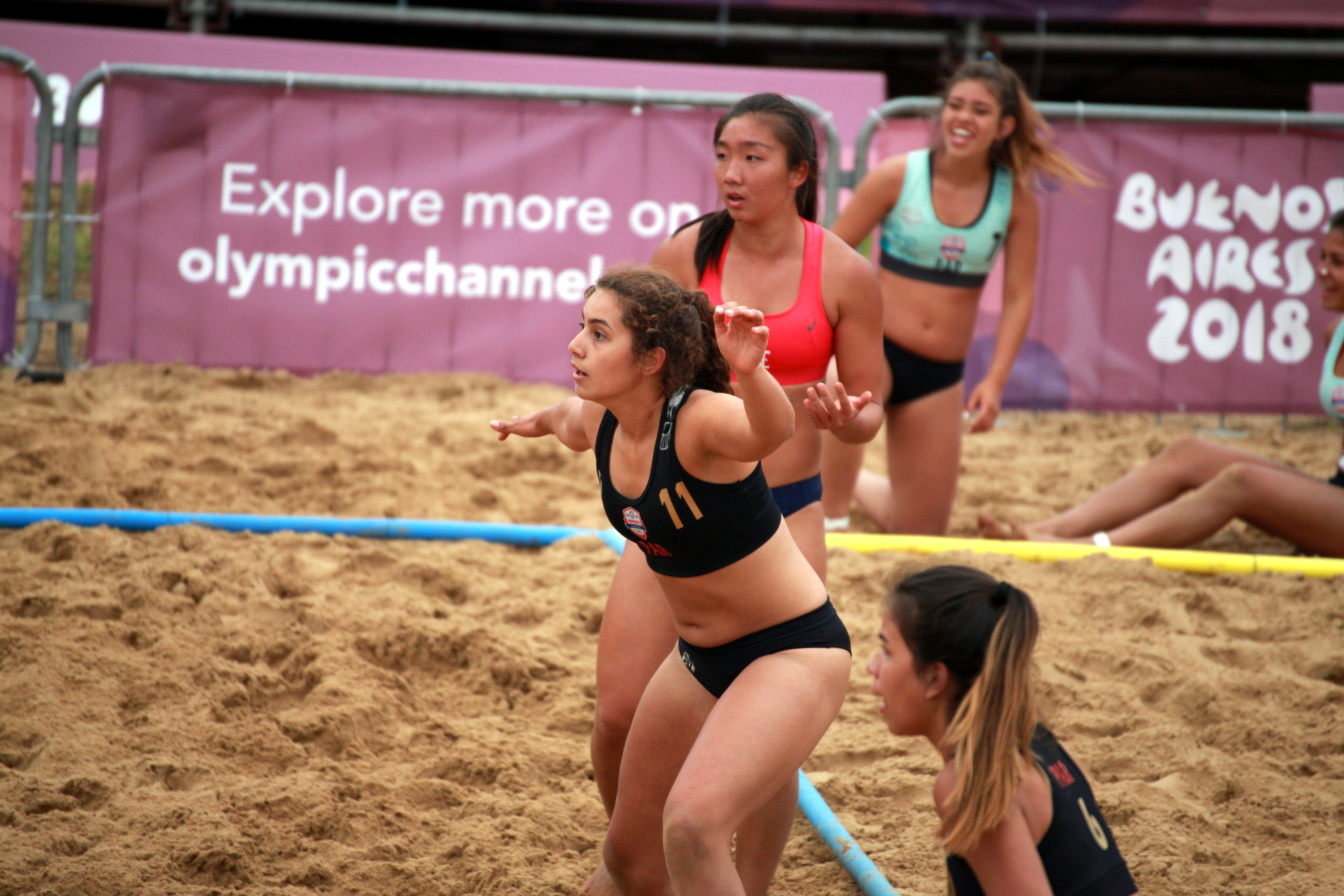
Franco verteidigt im Spiel gegen Taiwan im Platzierungsspiel um Rang fünf der Olympischen Jugendspiele gegen Chen Shu-fen

Das erste Hauptrundenspiel gegen Ungarn wurde klar verloren. Für Franco war es das Spiel, in dem sie ihre übrigen sechs Turnierpunkte erzielte und damit gemeinsam mit Gaona hinter Brítez zweitbeste Scorerin war. Auch ihre beiden Assists waren der zweitbeste Wert nach den sieben Vorlagen Darlene Leivas. Bei der Niederlage gegen Chinesisch Taipeh (Taiwan) war sie wieder ganz in der Defensive eingesetzt. Sie schaffte den sehr guten Wert von drei Blocks, verursachte aber erneut einen gegnerischen Strafwurf und erhielt ihre vierte Zeitstrafe. Auch gegen Kroatien wurde in zwei hart umkämpften Sätzen verloren. Am Ende war die Mannschaft von Paraguay punktgleich mit Chinesisch Taipeh Punktletzte in der Hauptrundentabelle, lag aber aufgrund des verlorenen direkten Vergleich dahinter. Beide Teams verpassten damit die Halbfinals und spielten im direkten Duell um den fünften Platz. Dieses Mal gewann Paraguay das Spiel deutlich und dominierte vor allem im ersten Satz. Franco zeigte noch einmal ihr ganzes defensives Können, eroberte drei Bälle und blockte zwei gegnerische Würfe, verursachte aber erneut auch einen Strafwurf. Franco kam in allen möglichen acht Spielen zum Einsatz und erzielte dabei 13 Punkte. Ihre vier Zeitstrafen waren der Spitzenwert in ihrer Mannschaft.

### Frauen
Nach Alma Brítez, Sofía Ugarriza und Guadalupe Villalba, die schon 2018 in der A-Nationalmannschaft debütierte sowie Naomi Gueyraud 2019, waren Darlene Leiva und Franco die fünfte und sechste Spielerin des Kaders der Olympischen Jugendspiele, die ihr Debüt in der Nationalmannschaft gaben. Ihre erste internationale Meisterschaft wurden die Süd- und Mittelamerikameisterschaften 2019 in Maricá. Brasilien und Argentinien hatten sich in Südamerika mittlerweile eine sportliche Sonderrolle herausgearbeitet – Mannschaften aus Mittelamerika waren wie üblich nicht am Start – so dass die Niederlage im Halbfinale gegen Brasilien keine Überraschung war. Im Spiel um die Bronzemedaille konnte Uruguay im Shootout besiegt werden und Franco gewann mit ihrer Mannschaft Bronze. Die damit verbundene Qualifikation für die Weltmeisterschaften 2020 in Pescara wurde aufgrund der COVID-19-Pandemie hinfällig. Nach längerer Pause aufgrund der Pandemie waren erst die Süd- und Mittelamerikameisterschaften 2022 in Maceió das nächste Turnier der Mannschaft, Franco wurde erneut nominiert. Dieses Mal spielte die Mannschaft kein gutes Turnier und kam am Ende auf den fünften und damit vorletzten Platz. Auch die Qualifikation für die Weltmeisterschaften auf Kreta wurde damit verpasst.

## Erfolge
| Süd- und Mittelamerikameisterschaften - 2019: 3. - 2022: 5. Olympische Jugendspiele - 2018: 5. | Beachhandball-Jugend-Panamerikameisterschaften - 2017: 3. (U17) Hallenhandball-Jugend-Südamerikameisterschaften - 2017: 2. (U16) |

## Einzelbelege
1. ↑  Cerro Porteño, campeón Júnior - Deportes - ABC Color. Abgerufen am 7. März 2023 (spanisch).
2. ↑  Paraguay obtuvo el podio en el sudamericano U16 de hándbol. In: .::Agencia IP::. 6. November 2017, abgerufen am 18. März 2021 (spanisch).
3. ↑  Balonmano: En marcha el operativo repechaje al Mundial - Polideportivo - ABC Color. Abgerufen am 6. März 2023 (spanisch).
4. ↑  Paraguay, al Mundial U17 - Deportes - ABC Color. Abgerufen am 19. August 2020 (spanisch).
Panamericano Juvenil Beach M/F – Asunción, Paraguay 2017 | Torneos – Handball Argentina. Abgerufen am 20. August 2020 (spanisch).
5. ↑  A. D. N. Paraguayo: Selección de hándbol rumbo a Islas Mauricio. In: ADN Paraguayo. 10. Juli 2017, abgerufen am 20. August 2020.
6. ↑  A. D. N. Paraguayo: Albirroja de Hándbol se despidió del Mundial U17. In: ADN Paraguayo. 13. Juli 2017, abgerufen am 20. August 2020.
7. ↑  Archivierte Kopie (Memento vom 2. Oktober 2018 im Internet Archive)
8. ↑  2018 Summer Youth Olympics Official Result Book Beach handball
9. ↑  Paraguay logra tercer triunfo. Abgerufen am 20. August 2020 (europäisches Spanisch).
10. ↑  Centro-Sur Adulto de Beach Handball - Maricá, Brasil 2019 | Torneo. In: Handball Argentina. 11. Juli 2019, abgerufen am 7. März 2023 (spanisch).
11. ↑  Sur-Centro Adulto de Beach Handball | Maceió, Brasil 2022. In: Handball Argentina. 10. April 2022, abgerufen am 7. März 2023 (spanisch).

| Personendaten    | Personendaten                   |
| ---------------- | ------------------------------- |
| NAME             | Franco, Tatiana                 |
| KURZBESCHREIBUNG | paraguayische Handballspielerin |
| GEBURTSDATUM     | 30. August 2002                 |